# 이제현 (프로게이머)
이제현(1995년 8월 1일~)은 대한민국의 스타크래프트 II 프로게이머이고, eMotion / Luda[WHITE]라는 아이디를 사용한다. 종족은 프로토스이고, 2013년 이후에서부터 《삼성 갤럭시》 소속 출신이다.
그리고 클랜 / 길드는 WHITE 소속이며, 2013년 삼성 갤럭시에 입단하여 프로게이머 생활을 시작했다.

## 수상 경력
- 2014년 4월 2014 WCS 코리아 시즌 2 핫식스 글로벌 스타크래프트 II 리그 코드 A 48강